# Raus socken

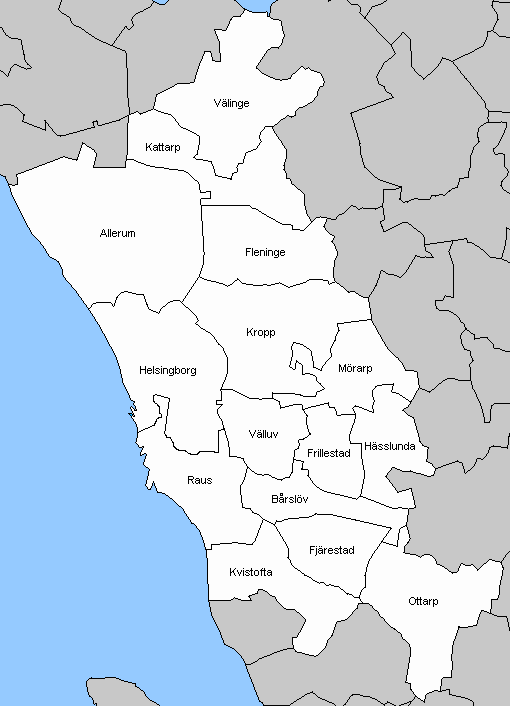

Raus socken i Skåne ingick i Luggude härad, uppgick 1918 i Helsingborgs stad och området ingår sedan 1971 i Helsingborgs kommun och motsvarar från 2016 Raus distrikt.  
Socknens areal var 20,23 kvadratkilometer varav 20,09 land. År 1917 fanns här 8 300 invånare. En del av tätorten Gantofta samt södra delen av Helsingborg med stadsdelarna Raus plantering, Råå och Ramlösa samt kyrkbyn Raus kyrkby med Raus kyrka ligger i sockenområdet.
Området kring Råån där Raus socken kom att bildas var från järnålder och fram till staden Helsingborgs framväxt på 1000-talet en centralbygd i nordvästra Skåne, vilket stöds av en rik förekomst av arkeologiska fynd från stenåldern, bronsåldern, järnåldern och vikingatiden. Särskilt vittnar gravhögarna från bronsåldern som rikligt förekommer i området om detta. Under sockenbildningen på 1100-talet uppfördes Raus kyrka som sockenkyrka. Det fanns fyra byar inom socknen: Raus, Köpinge, Pålstorp och Örby. Under 1500-talet tillkom fiskeläget Råå.

## Historia

### Administrativ historik
Vid kommunreformen 1862 övergick socknens ansvar för de kyrkliga frågorna till Raus församling och för de borgerliga frågorna till Raus landskommun. Vid denna tid genomgick socknen en kraftig befolkningsökning i Råå fiskeläge och i det nya bostadsområdet Raus plantering på gränsen till Helsingborgs stad. Den täta bebyggelsen i dessa två orter gjorde att de fick status av municipalsamhälle: Råå år 1887 och Raus plantering 1904. För att kunna tillämpa en hälsovårdsstadga kring Ramlösa brunn fick även bebyggelsen där status som municipalsamhälle 1894.
Hela Raus landskommun inkorporerades år 1918 i Helsingborgs stad och sedan dess utgör de tre tidigare municipalsamhällena stadsdelar i Helsingborg. År 1971 uppgick Helsingborgs stad i Helsingborgs kommun.
1 januari 2016 inrättades distriktet Raus, med samma omfattning som församlingen hade 1999/2000.  
Socknen har tillhört län, fögderier, tingslag och domsagor enligt vad som beskrivs i artikeln Luggude härad. De indelta soldaterna tillhörde Norra skånska infanteriregementet, Luggude kompani och Skånska husarregementet, Fjerresta skvadron, Majorns kompani.

### Forntiden

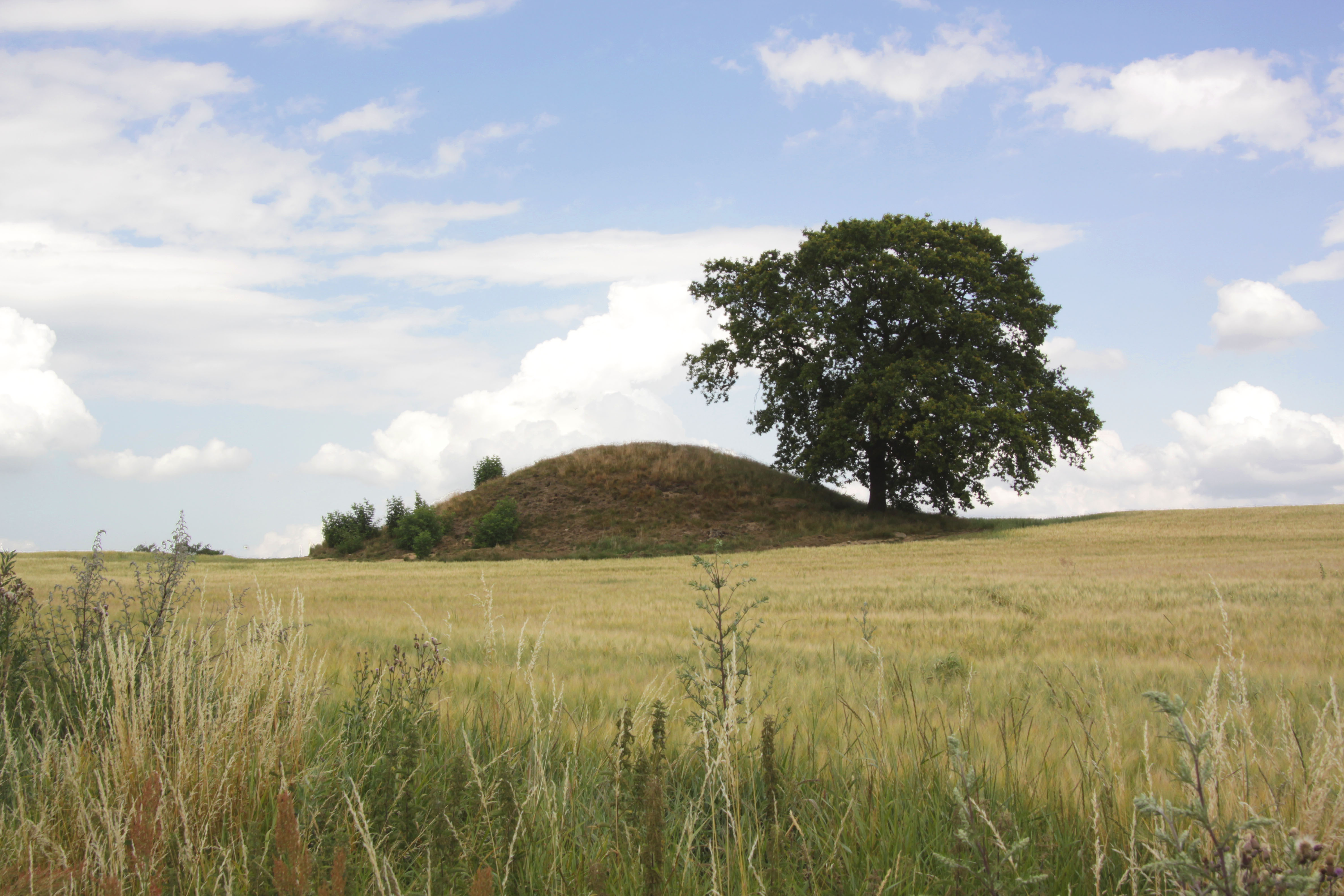
Gröte hög, alternativt Grythögen, invid Ättekulla industriområde, strax söder om nu försvunna byn Köpinge.

Området kring Råån har varit periodvis befolkat under en lång period bakåt i tiden. Under stenåldern fram till vikingatidens slut var Råån och dess biflöden platsen för den centrala bygden för hela nuvarande Helsingborgstrakten. Under senmesolitikum, vid cirka 4100 f.Kr., låg vattennivån avsevärt högre än den gör idag, mellan åtta och nio meter över dagens havsnivå som högst. Kustlinjen och Rååns utlopp låg då ungefär där Raus kyrka står idag. Vid Rååns mynning, mellan kustlinjen och Lussebäckens utlopp i Råån, har man cirka sju meter över havet funnit en boplats från Ertebøllekulturen. Från denna bosättning har flera fynd av flintredskap gjorts i ett relativt djupt kulturlager, vilket tyder på att bosättningen funnits under en längre tid. Både inom socknen och i Gantofta i Kvistofta socken strax söder om sockengränsen har också stenkammargravar påfunnits. Graven inom Raus socken var en megalitgrav från tidig- eller mellanneolitikum och togs bort vid byggandet av Europaväg 6 i början av 1960-talet. Neolitikum markerar jordbrukets intåg i trakten och bosättningar har också hittats från denna tid, bland annat ett ovanligt mesulahus beläget på en platå på norra sidan av Rååns dalgång.
Bronsåldern var en expansiv period för trakten. Klimatet hade blivit allt stabilare och torrare och kustremsan hade dragit sig tillbaka till en nivå som liknar dagens. Tyngdpunkten i hushållningen övergick från jordbruk till att hålla boskap, vilket ledde till en utbredd röjning av skogslandskapet till förmån för betesmarker. Antalet bosättningar ökade och man har funnit långhus bland annat kring Köpinge och Raus i socknens centrala delar, samt vid Örby i söder och vid Ramlösagården i norr. Depåfynd har även påfunnits vid Köpinge i form av en pålstav, en lansspets, en avsatsyxa och fragment av ännu en avsatsyxa. De största avtrycken från bronsåldern är dock gravhögarna, främst de omfattande gravfälten i Ättekulla och Köpinge men flera finns utspridda runt bygden kring Råån. Dock har många gravhögar försvunnit i takt med att Helsingborgs stad expanderat genom vägbyggen och uppförandet av bostads- och industriområden. Vid Ättekulla gravfält finns 30 bevarade gravar, medan lika många tagits bort genom tidens lopp. Endast ett tiotal gravhögar finns kvar.
Från vikingatiden har ett depåfynd hittats, gjort vid Pålstorp av en dräng då han grävde i jorden. Depåfyndet innehöll en smärre samling arabiska, som kallade kufiska, mynt och ett halvt tyskt mynt liksom en hel del sönderhugget silver, som kallad bitsilver. Bitsilver användes som betalningsmedel och hade användningen att små bitar av en halsring är lättare att bära på, än en hel. Ungefär 60 bitsilverbitar och smycken fanns i depåfyndet; bitar av kedjor, armringar, tenar och trådar, fingerring, ändstycken till hals- eller armringar, bitar av smycken,en ornerad silverklump samt det intressantaste; en vacker liten torshammare med enkel ornering hängande i en flätad tjock kedja.

### Socknens bildande och medeltiden
Under järnåldern befästes området kring Råån som centralbygd i Helsingborgstrakten. Utgrävningar vid Raus by påvisar att det funnits kontinuerlig bebyggelse vid denna plats under hela denna ålder. Vikingatida och tidigmedeltida bebyggelse har påfunnits intill Raus kyrka, där man funnit spår efter textilhantverk och keramiktillverkning. Fler bofasta byar började dyka upp i socknen genom Köpinge och Örby, vars båda efterled tyder på att de uppkommit under folkvandringstiden. Baserat på efterledet tillkom Pålstorp sedan under vikingatiden.
Under 1000-talet ökade Helsingborgs betydelse allt mer i och med etableringen av Helsingborgs slott. Centralbygden kom därmed att flytta dit istället för trakten runt Råån. Vid 1100-talets mitt etablerades sockenindelningen och ungefär samtidigt uppfördes Raus kyrka som sockenkyrka. Jordbruket kring Råån kom under medeltiden att på grund av den lättbrukade jorden att fokuseras kring slätthushållning och spannmålsodling. Vid kusten dominerade dock flygsandfält, vilket här gjorde marken obrukbar. Den tillväxt som området haft under den tidiga medeltiden kom till ett abrupt slut under 1300-talet då både pest och missväxt drabbade Helsingborgstrakten med befolkningsminskning och upphörd nybyggnad som resultat. Under 1400-talet tycks trakten dock ha återhämtat sig och expansionen och den ekonomiska tillväxten visas bland annat i en utvidgning av Raus kyrka.

### Bondesamhällena
De äldsta bevarade befolkningsuppgifterna kommer från 1500-talet. Dock räknades endast antalet decimanter, alltså en ägare till en gård som betalade tionde till kyrkan. I Lunds stifts landebok från 1570 kan man se att det vid den tiden fanns 64 tiondegivare till kyrkan i socken och befolkningen kan vid denna tid beräknas till knappt 300. Läget invid kusten gjorde att fisket kom att bli viktigt för de boende i socknen. Fiskeläget Råå anlades på gammal fäladsmark av bönderna i Raus och Pålsjö. De första beläggen för ortnamnet Råå kommer från 1405, men första gången någon påvisad bebyggelse förekommer är i en jordebok från 1583 som omnämner "23 fiskeboder wed Raa". Under 1600-talets andra hälft kom fiskelägets befolkning att i allt högre grad bli permanent. Samtidigt minskade antalet gårdar i socken från 64 stycken år 1571 till 45 stycken år 1651. Detta kan bero på att allt fler ägnade sig åt fiske, eller möjligen vara en effekt av Horns krig i Skåne 1644–1645. Rapporter efter kriget berättar om två ödegårdar i Pålstorp och Örby och flera gårdar hade problem med att betala helt landgille. De dansk-svenska krigen om herraväldet över Skånelandskapen påverkade socknen ytterligare genom de danska landstigningarna vid Råå under Skånska kriget, 1676, och Stora nordiska kriget, 1709. För att stävja ytterligare landstigningsförsök beordrade Karl XII därefter att en lång befästningsvall skulle uppföras längs kusten norr om Råå. Denna kom att kallas Råå vallar och står till största delen kvar än idag. År 1707 etablerades Ramlösa hälsobrunn i socknens norra del, något nordväst om Köpinge. Denna kom under en lång tid att bli ett populärt nöjestillhåll och en källa till inkomst för bygdens bönder som kunde inhysa brunnsgästerna i sina gårdar.
Senare under 1700-talet genomfördes ett antal jordreformer i form av skiften. Pålstorp och Örby genomförde sina redan 1759 och Köpinge genomförde ett storskifte 1796. Raus hade påbörjat ett enskifte 1826, men detta kom att avslutas som ett storskifte 1829. I samband med fäladsskiftet 1787 donerades flygsandsfälten i norra delen av socknen, som varit kronojord och nyttjats som fäladsmark, till Raus och Pålstorps byar. För att få marken brukbar påbörjades 1814 med stöd av pengar från kronan en utplantering av tallar i ett försök att binda flygsanden i området. Trots försöken fortsatte marken att vara praktiskt taget obrukbar och användes mest som betesmark. En allmän befolkningsökning skedde från och med 1750, särskilt Råå som hade 23 hus 1765 och det dubbla vid sekelskiftet 1800. Även området kring Ramlösa hälsobrunn började byggas ut under 1800-talet då flera av brunnsgästerna byggde egna permanenta boenden invid brunnen.

### Kommunreformen och municipalsamhällena

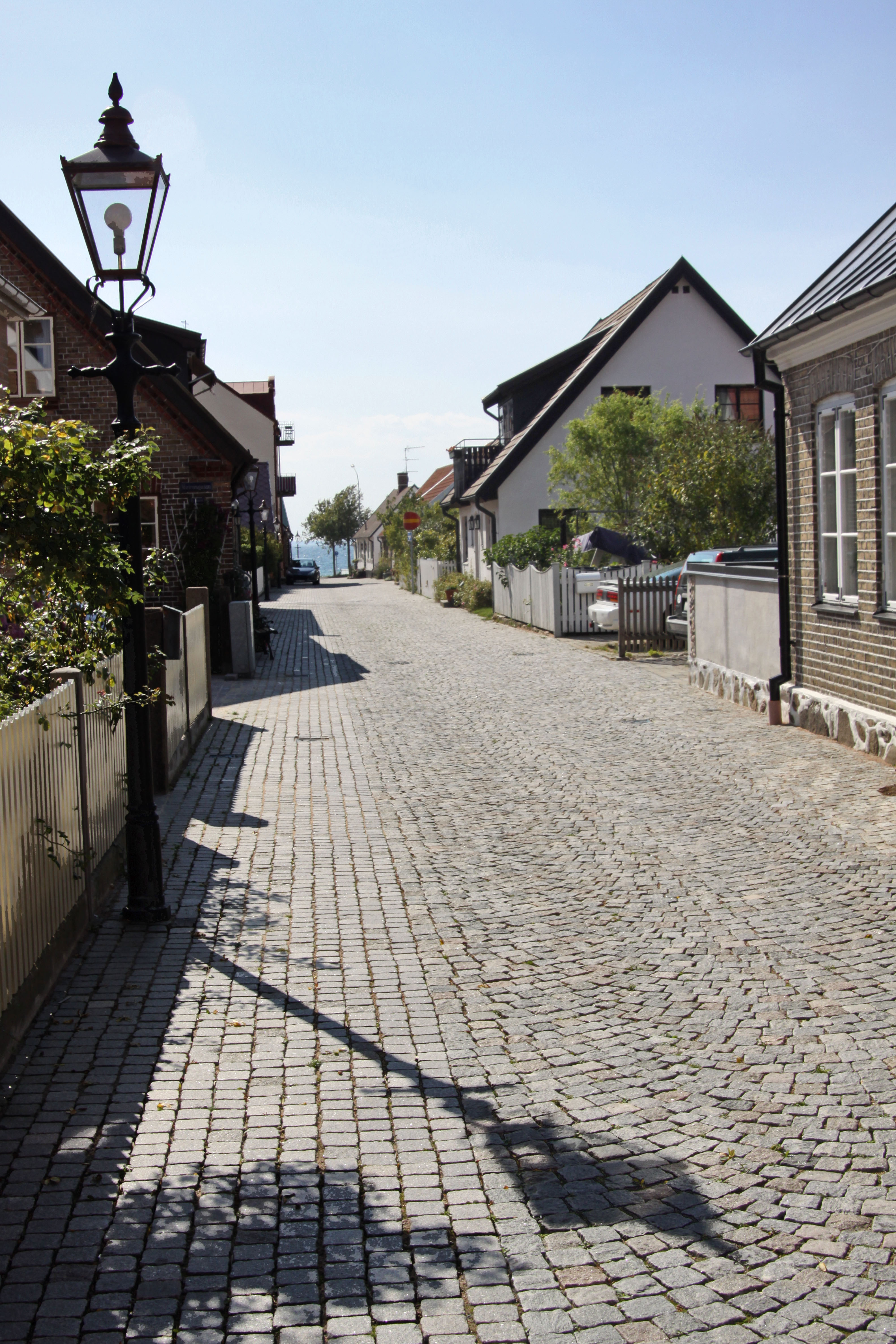
Råå, Styrmansgatan.

Vid kommunreformen 1862 övergick socknens ansvar för de kyrkliga frågorna till Raus församling och de borgerliga frågorna till Raus landskommun. För behandling av kommunala frågor skapades en kommunalstämma och en kommunalnämnd och på samma sätt skapades en kyrkostämma och ett kyrkoråd för församlingens frågor. År 1913 fick kommunen sitt första kommunalfullmäktige.
Befolkningsökningen i Råå fortsatte under 1800-talet, men blev riktigt markant efter århundradets mitt. Vid sekelskiftet 1900 hade fiskeläget 2 000 invånare. En riktig hamn byggdes på 1850-talet och i anknytning till denna etablerades senare ett varv. Med tiden kom bebyggelsen i fiskeläget att bli allt tätare och de styrande hade inga möjligheter att reglera denna eftersom detta styrdes av stadsstadgorna (ordnings-, byggnads-, brand-, och hälsovårdsstadgorna), vilka endast tillämpades till städer och till viss del köpingar. Dock kunde stadsstadgorna göras gällande för tätare bebyggelse inom landskommunerna om denna bebyggelse gavs status av municipalsamhälle. Redan 1877 beslutade Kungl. Maj:t att hälsovårdsstadgan skulle tillämpas inom Råå. År 1886 beslutades sedan att resterande stadsstadgor skulle gälla från årsskiftet 1887. Bebyggelsen kring Ramlösa hälsobrunn växte också allt tätare, särskilt efter att Helsingborg-Hässleholms järnväg dragits förbi brunnsområdet med en egen station benämnd Ramlösa Brunns station. Här beslutade länsstyrelsen år 1894 att hälsovårdsstadgan skulle gälla, men eftersom området inte var så stort (cirka 300 invånare 1906) blev detta den enda stadgan att tillämpas för samhället. Eftersom detta område var bebyggt på marker som styckats av från Köpinge by kom det att benämnas Köpinge municipalsamhälle.
Under senare hälften av 1800-talet ökade Helsingborgs bebyggelse kraftigt, vilket också kom att påverka Raus landskommun. När stadsdelen Söder, belägen strax invid gränsen till Raus landskommun, började bli fullt utbyggd, ökade intresset för markerna på Raus plantering söder om gränsen. Här byggdes ett flertal bostäder för arbetare och hantverkare. Till skillnad från Helsingborgs stad fanns det inte någon byggnadsstadga här, något som utnyttjades av mer skrupelfria byggherrar. För att binda samman Helsingborg med bebyggelsen i Raus plantering byggdes Helsingborg-Råå-Ramlösa Järnväg 1891. Efter järnvägsutbyggnaden kom också ett flertal industrier att etableras, bland annat Allers Familje-Journal, Helsingborgs Sodafabriks AB, Helsingborgs Jaquard Wäfverie AB och Skånska Oljerenings AB. För att kunna få till en reglering av området begärde flera fastighetsägare i Raus plantering i början av 1898 att deras område, som nu praktiskt taget vuxit samman med Helsingborgs stad, skulle inkorporeras i staden. Stadsfullmäktige i Helsingborg ställde sig dock tveksam till begäran då en inkorporering av området, som dominerades av industrier och arbetarbostäder, ansågs ge ökade utgifter åt staden. Fullmäktige avslog därför Raus planterings begäran. År 1904 beslutades istället att Raus plantering skulle utgöra ett eget municipalsamhälle med alla stadsstadgor tillämpade.

### Inkorporering i Helsingborgs stad
Efter ett tag stod det dock klart för de styrande i Helsingborg att staden inte kunde växa utan att man införskaffade ny mark. Bland annat behövde man plats för en ny bangård och de gamla hästhagarna vid Ramlösa station längs Helsingborg–Hässleholms järnväg öster om Raus plantering passade väl för detta syfte. Under 1913 utredde dessutom Råå municipalsamhälle möjligheten att söka stadsrättigheter och det sågs som ovälkommen konkurrens så nära Helsingborg. År 1914 utsågs en inkorporeringskommitté i Helsingborgs stad som rekommenderade en inkorporering av hela Raus landskommun i Helsingborg. Dock var det flera som ansåg att endast Raus plantering skulle införlivas, men omröstningarna i både drätselkammaren och stadsfullmäktige resulterade i att förslaget som omfattade hela Raus landskommun segrade. 
Frågan om inkorporering behandlades av Raus landskommun under sommaren och hösten 1916. Först skulle de tre municipalsamhällena rösta om frågan i sina respektive municipalstämmor och sedan skulle frågan behandlas av kommunfullmäktige, som hade sista ordet i frågan. I Raus plantering ställde man sig återigen positiv till en inkorporering och stämman röstade här enhälligt för i frågan. I de två övriga samhällena var omröstningarna mer jämna. I Råå municipalstämma röstade 451 för inkorporering, medan 300 röstade mot och stämman i Köpinge ställde sig negativ till förslaget med 94 röster mot och 74 för. När Raus kommunalnämnd behandlade frågan blev resultatet, efter votering med 8 mot och 3 för, att denna "på det livligaste" rekommenderade kommunalfullmäktige att rösta ner förslaget om inkorporering. Omröstningen i kommunalfullmäktige resulterade trots detta i att förslaget röstades igenom med siffrorna 21 mot 8. Inkorporeringen genomfördes den 1 januari 1918. Efter inkorporeringen utgör de tre tidigare municipalsamhällena stadsdelar i Helsingborg.

## Geografi

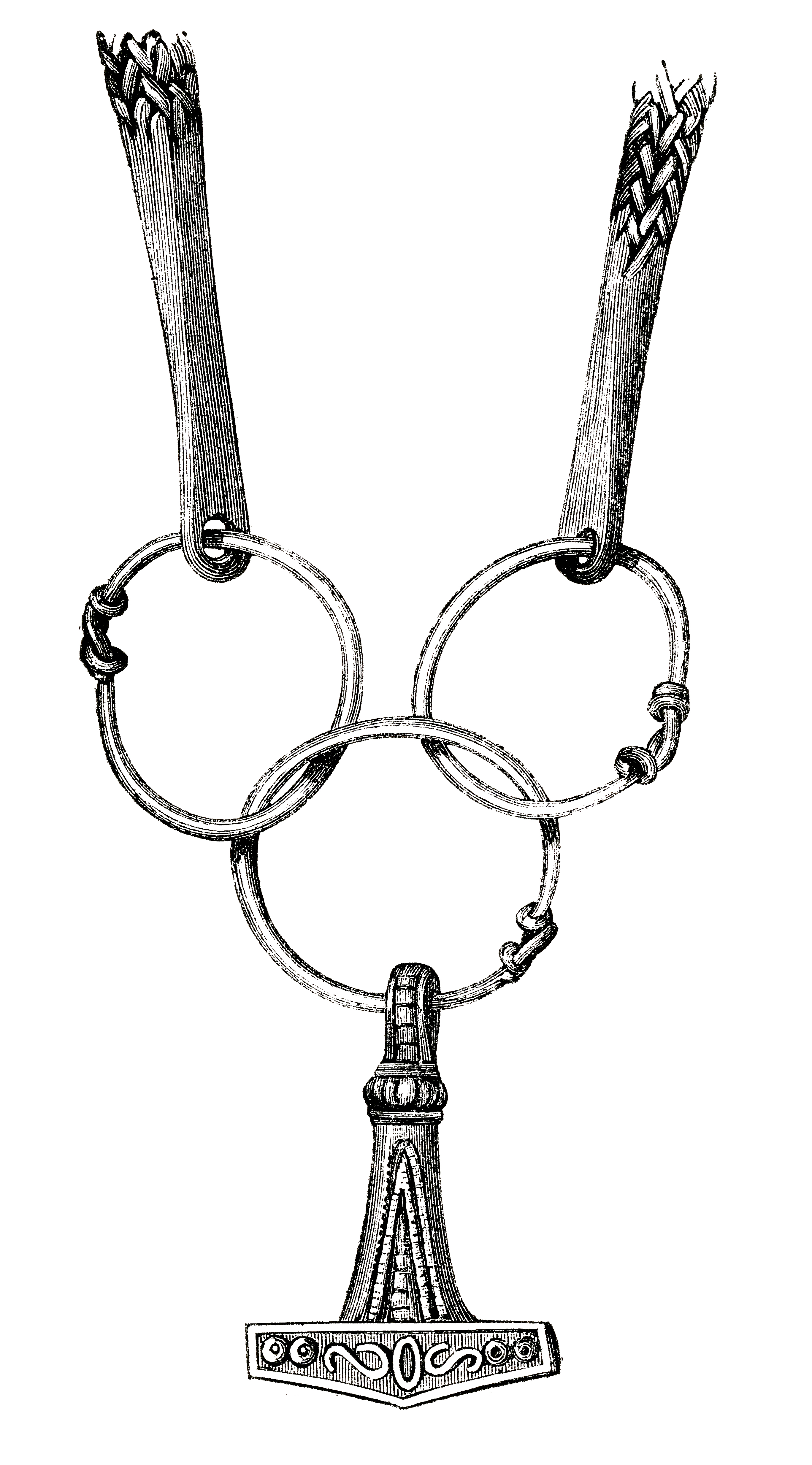
Halskedja med ringar och torshammare av silver från Pålstorp.

Raus socken ligger i och söder om Helsingborg kring Råån och med Öresund i väster. Socknen är en mjukt kuperad tättbebyggd slättbygd med viss odlingsbygd i söder.
Det fanns fyra byar inom socknen: Raus kyrkby, Köpinge, Pålstorp och Örby. Under 1500-talet tillkom fiskeläget Råå.
- Pålstorp är beläget på södra sidan av Rååns dalgång, motsatt Raus. Ortnamnet utgörs av förledet "Pål-", egentligen Påvel (Paulus), och efterledet "-torp" med betydelsen nybygge.[50] Bebyggelse med detta efterled framkom oftast under den senare vikingatiden, varför det är troligt att byn härstammar från denna tid.[17] En silverskatt, troligen nedlagd tidigast 918, påfanns 1870 på ägan Pålstorp nr 6. Skatten bestod av en halskedja med ringar och torshammare, två armringar, 35 arabiska mynt från åren 778 till 918, ett tyskt mynt och två nordiska mynt, samt bitsilver på sammanlagt 86 silverfragment.[51] Under 1500-talet ingick byn i Bårslövs sjätting och enligt Decimantboken 1651 bestod byn vid den tiden av sju helgårdar och en halvgård.[52][53] Byn var tillsammans med Raus en av de första att genomföra storskifte på 1700-talet. Redan i maj 1759 ansökte byn om storskifte, vilket motiverades på följande vis: "I anseende till den widlyftiga Ägoblandning, som denna By haft med nästliggande, Rya, Kattslösa och Örby Byar, hafwa Pålstorps Byemän långt för detta funnit nödwändigheten af en sådan Delning ..." Genomförandet av skiftet kom dock att ta hela sju år.[31] År 1810 enskiftades hemmanen 1, 2, 3, 4 (del av), 7 och 8 i byn, medan hemmanen 4 (resterande del), 5 och 6 önskade bli kvar i ägoblandning och storskiftades därför.[54] På 1960-talet byggdes villaområdet Pålstorp ut väster om byn och i och med detta hade Helsingborgs tätort vuxit sig fram till Pålstorps by.

- Örby ligger strax väster om Gantofta i Raus sockens sydostligaste del. Ortnamnet utgörs av förledet "ör-", med betydelsen grus- eller sandbank, och efterledet "-by" som syftar på gård.[55] Bebyggelse med detta efterled framkom under den senare folkvandringstiden fram till vikingatiden, varför det är troligt att byn härstammar från denna tid.[17] Bebyggelse från före denna tid har dock hittats i form av ett långhus från mellersta bronsåldern och ett grophus från yngre bronsåldern i Örbyfältets södra del.[56] En del av byns marker låg alldeles invid Öresund och var föremål för regelbundna översvämningar. Detta gav en årlig tillförsel av näring till markerna, vilket gjorde dem utmärkta för slåtterbruk.[57] Området går idag under namnet Örby ängar och har bevarats så väl att det klassades som naturreservat 2010. Under 1500-talet ingick byn i Bårslövs sjätting och enligt Decimantboken 1651 bestod byn vid den tiden av elva helgårdar och sex halvgårdar.[52][53] År 1806 beslutades enhälligt om enskifte för byn bland dess hemmansägare, vilket medförde att 9 av byns hemman flyttades ut medan 6 hemman beslutades kunna stå kvar.[58] En folkskola byggdes på orten 1852.[59]

## Befolkningsutveckling
| Befolkningsutvecklingen i Raus socken 1571–1910 | Befolkningsutvecklingen i Raus socken 1571–1910 | Befolkningsutvecklingen i Raus socken 1571–1910 | Befolkningsutvecklingen i Raus socken 1571–1910 | Befolkningsutvecklingen i Raus socken 1571–1910 |
| --- | ----------------------------------------------- | ----------------------------------------------- | ----------------------------------------------- | ----------------------------------------------- |
| |                                                 |                                                 |                                                 |                                                 |
| År |                                                 |                                                 | Invånare                                        |                                                 |
| 1571 | 1571                                            |                                                 | 2991                                            | 2991                                            |
| 1620 | 1620                                            |                                                 | 2771                                            | 2771                                            |
| 1699 | 1699                                            |                                                 | 2961                                            | 2961                                            |
| 1718 | 1718                                            |                                                 | 3341                                            | 3341                                            |
| |                                                 |                                                 |                                                 |                                                 |
| 1750 | 1750                                            |                                                 | 399                                             | 399                                             |
| 1760 | 1760                                            |                                                 | 422                                             | 422                                             |
| 1772 | 1772                                            |                                                 | 5362                                            | 5362                                            |
| 1780 | 1780                                            |                                                 | 558                                             | 558                                             |
| 1795 | 1795                                            |                                                 | 7673                                            | 7673                                            |
| 1800 | 1800                                            |                                                 | 803                                             | 803                                             |
| 1810 | 1810                                            |                                                 | 958                                             | 958                                             |
| 1820 | 1820                                            |                                                 | 1 103                                           | 1 103                                           |
| 1830 | 1830                                            |                                                 | 1 391                                           | 1 391                                           |
| 1840 | 1840                                            |                                                 | 1 756                                           | 1 756                                           |
| 1850 | 1850                                            |                                                 | 2 093                                           | 2 093                                           |
| 1860 | 1860                                            |                                                 | 2 382                                           | 2 382                                           |
| 1870 | 1870                                            |                                                 | 2 747                                           | 2 747                                           |
| 1880 | 1880                                            |                                                 | 3 196                                           | 3 196                                           |
| 1890 | 1890                                            |                                                 | 3 469                                           | 3 469                                           |
| 1900 | 1900                                            |                                                 | 5 763                                           | 5 763                                           |
| 1910 | 1910                                            |                                                 | 7 512                                           | 7 512                                           |
| |                                                 |                                                 |                                                 |                                                 |
| 1 Uppskattad folkmängd baserad på antalet decimanter. 2 Data saknas för 1770. 3 Datan för 1790 inkluderar även Välluvs socken, därför valdes data från 1795. Källor: Ulfsparre, 2010 (1571 till 1718) och Demografiska databasen - Umeå universitet (1750 till 1800 och 1810 till 1990). |                                                 |                                                 |                                                 |                                                 |

## Namnet
Namnet skrevs under 1300-talets senare del Raoos och kommer från kyrkbyn. Efterleden är os, 'åmynning'. Förleden innehåller ett Råå det danska namnet på Råån. Den har kallats Råhus socken

## Kända personer från Raus
- Julius Centerwall (1844–1923), filolog, skolman och politiker (liberal).
- Sigfrid Ewald (1877–1949), stadsingenjör i Helsingborg.
- Malte Johnson (1910–2003), orkesterledare och jazzmusiker med saxofon som huvudinstrument.
- Leon Landgren (1910–1983), kompositör, musiker (trumpet, piano, dragspel) och kapellmästare.
- Harry Lundahl (1905–1988), fotbollsspelare och -tränare.
- Ruben Rausing (1895–1983), svensk industrialist, grundare av Tetra Pak och som tagit släktnamnet från sockennamnet